# Vaterländischer Marsch
Vaterländischer Marsch (Marche patriotique), sans numéro d'opus, est une marche composée conjointement par les frères Johann et Josef Strauss. Elle est créée le 9 mai 1859 à la salle de danse Zum Sperl à Vienne.

## Histoire
L'œuvre est créée dans le contexte de la guerre de Sardaigne entre l'Autriche et la Sardaigne, soutenue par la France sous Napoléon III. À Vienne, les habitants s'inquiètent de l'issue du conflit armé. Comme c'est souvent le cas dans de telles situations, des événements patriotiques se produisent. L'un d'eux a lieu le 9 mai 1859 dans la salle de danse Zum Sperl. Les frères Johann et Josef Strauss en profitent pour créer une composition collaborative. Le résultat est la Vaterländischer Marsch. Des chants et des marches patriotiques sont cités et entrelacés dans la pièce musicale. Il s'agit notamment de la marche de Radetzky de Johann Strauss (père), de la marche de Rákóczi, et bien sûr de l'hymne impérial autrichien de Joseph Haydn. Malgré un enthousiasme exubérant au début, cette marche n’a pas à long terme le succès que les deux compositeurs auraient pu imaginer. Elle est loin d'égaler la popularité de la marche de Radetzky.

## Durée
Sa durée d'exécution est d'environ 3 minutes et 10 secondes. Elle peut varier légèrement selon l'interprétation musicale du chef d'orchestre.

## Interprétation notable
En 2012, la pièce est jouée lors du célèbre concert du nouvel an à Vienne, sous la direction de Mariss Jansons.